# Évrange
Évrange è un comune francese di 221 abitanti situato nel dipartimento della Mosella nella regione del Grand Est.

## Storia

### Simboli
Lo stemma del comune si blasona: fasciato d'oro e d'azzurro; al capo di rosso caricato di tre merlotti d'argento.
Le fasce sono le insegne dell'antica signoria di Rodemack di cui Évrange faceva parte; i merlotti sono il simbolo dell'abbazia lussemburghese di Clervaux.

## Società

### Evoluzione demografica
Abitanti censiti